# Leave a Light On (Belinda Carlisle)
Leave a Light On is een nummer van de Amerikaanse zangeres Belinda Carlisle. Het is de eerste single van haar derde soloalbum Runaway Horses uit 1989. Op 25 september dat jaar werd het nummer op single uitgebracht.

## Achtergrond
De single werd een hit in de VS, Canada, Oceanië en een deel van Europa. In Carlisle thuisland de VS bereikte de plaat 11e positie in de Billboard Hot 100 en de 8e positie in buurland Canada, de  5e in Australië, Nieuw-Zeeland de 22e, Duitsland de 15e, Oostenrijk de 4e, Zwitserland de 8e, Zweden de 8e, de Eurochart Hot 100 de 13e, Ierland de 4e en in het Verenigd Koninkrijk eveneens de 4e positie in de UK Singles Chart.
In Nederland was de plaat op donderdag 16 oktober 1989 TROS Paradeplaat op de befaamde TROS donderdag op Radio 3 en werd mede hierdoor een grote hit in de destijds twee landelijke hitlijsten op de nationale publieke popzender. De plaat bereikte de 7e positie in de Nationale Hitparade Top 100 en de 11e positie in de Nederlandse Top 40. 
In België bereikte de plaat de 9e positie in zowel de voorloper van de Vlaamse Ultratop 50 als de Vlaamse Radio 2 Top 30. In Wallonië werd géén notering behaald.